# Саин, Жумагали
Жумагали Саин (каз. Жұмағали Саин; 25 декабря 1912 — 28 мая 1961) — советский казахский поэт, писатель и переводчик, участник Великой Отечественной войны.

## Биография
Родился в ауле № 7 Джилалдинской волости Кокчетавского уезда Акмолинской области (ныне — Акмолинская область Казахстана). С пяти лет остался круглым сиротой. В 1923 году попал в Кокчетавский детский дом.
Начал печататься в 1928 году. В 1929—1930 годах проходил обучение в Петропавловском педагогическом техникуме, 1931—1932 годах учился в педагогическом институте города Алма-Ата.
Руководил отделом литературы и искусства редакции газеты «Лениншыл жас». В 1937-38 годах руководил секцией молодых писателей Союза писателей Казахстана. Член КПСС с 1940 года. До 1941 года был на редакторской работе в Казахском издательстве художественной литературы.
С 1941 по 1944 год принимал участие в боевых действиях против немецко-фашистских захватчиков на юге Украины в должности ротного политрука 410-го полка 102-й стрелковой дивизии (Юго-Западный фронт). Летом 1942 года, во время боев у реки Северский Донец вместе со своей ротой попал в окружение; из выживших бойцов сформировал партизанский отряд. Получил тяжелое ранение и после освобождения Луганска был отправлен в военный госпиталь.
После окончания войны в разное время работал директором Казахской государственной филармонии, республиканского Дома народного творчества, заместителем редактора журнала «Жулдыз», главным редактором газеты «Қазақ әдебиеті».
Скончался 28 мая 1961 года, похоронен на Центральном кладбище Алматы.

## Творческое наследие
Автор сборников патриотической и гражданской поэзии «Песни счастья» (1936), «Походные песни» (1944), «Айгак» (1948), «Самал» (1957), повести «В пути» (1961), поэм «Алтай», «Утренняя прохлада» и др. Перевёл на казахский язык роман М. Ю. Лермонтова «Герой нашего времени», несколько частей киргизского эпоса «Манас» и другие произведения.
В разное время произведения Жумагали Саина переводились на русский, украинский, киргизский и узбекский языки.

## Семья
Отец: Сая Тілеубердіұлы
Брат: Қайыржан Саяұлы.

## Награды
- Орден Трудового Красного Знамени (3 января 1959) —за выдающиеся заслуги в развитии казахского искусства и литературы и в связи с декадой казахского искусства и литературы в гор. Москве
- Медали

## Произведения
- Саин Ж. Избранное: Стихи и поэмы. — Алма-Ата: Жазушы, 1983. — 160 с.
- Саин Ж. Стихи. — Алма-Ата: Жазушы, 1968. — 83 с.
- Саин Ж. Простор. Избранное. — Алма-Ата: Каз. гос. изд. худож. лит-ры, 1957. — 232 с.
- Саин Ж. Цвети, мой океан степной; Бахыт: Стихи //Антология казахской детской поэзии. — Алма-Ата: Жалын, 1983. — С.235

## Память
- именем поэта в Алматы названа улица Саина — крупнейшая транспортная магистраль города.
- в доме, где жил поэт последние годы жизни на улице Фурманова 120 установлена мемориальная доска.
- улица Саина также есть в Кокшетау.